# Carrión de los Condes
Carrión de los Condes é um município da Espanha na província de Palência, comunidade autónoma de Castela e Leão, de área 63,37 km² com população de 2312 habitantes (2007) e densidade populacional de 36,84 hab/km².

## Demografia
| Variação demográfica do município entre 1991 e 2004 | Variação demográfica do município entre 1991 e 2004 | Variação demográfica do município entre 1991 e 2004 | Variação demográfica do município entre 1991 e 2004 |
| --------------------------------------------------- | --------------------------------------------------- | --------------------------------------------------- | --------------------------------------------------- |
| 1991                                                | 1996                                                | 2001                                                | 2004                                                |
| 2519                                                | 2545                                                | 2386                                                | 2334                                                |